# Georg Friedrich von Dittmer

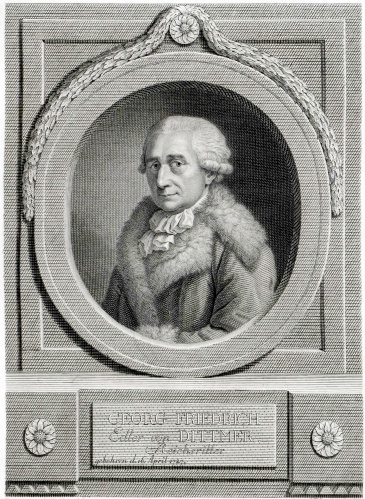
Georg Friedrich von Dittmer

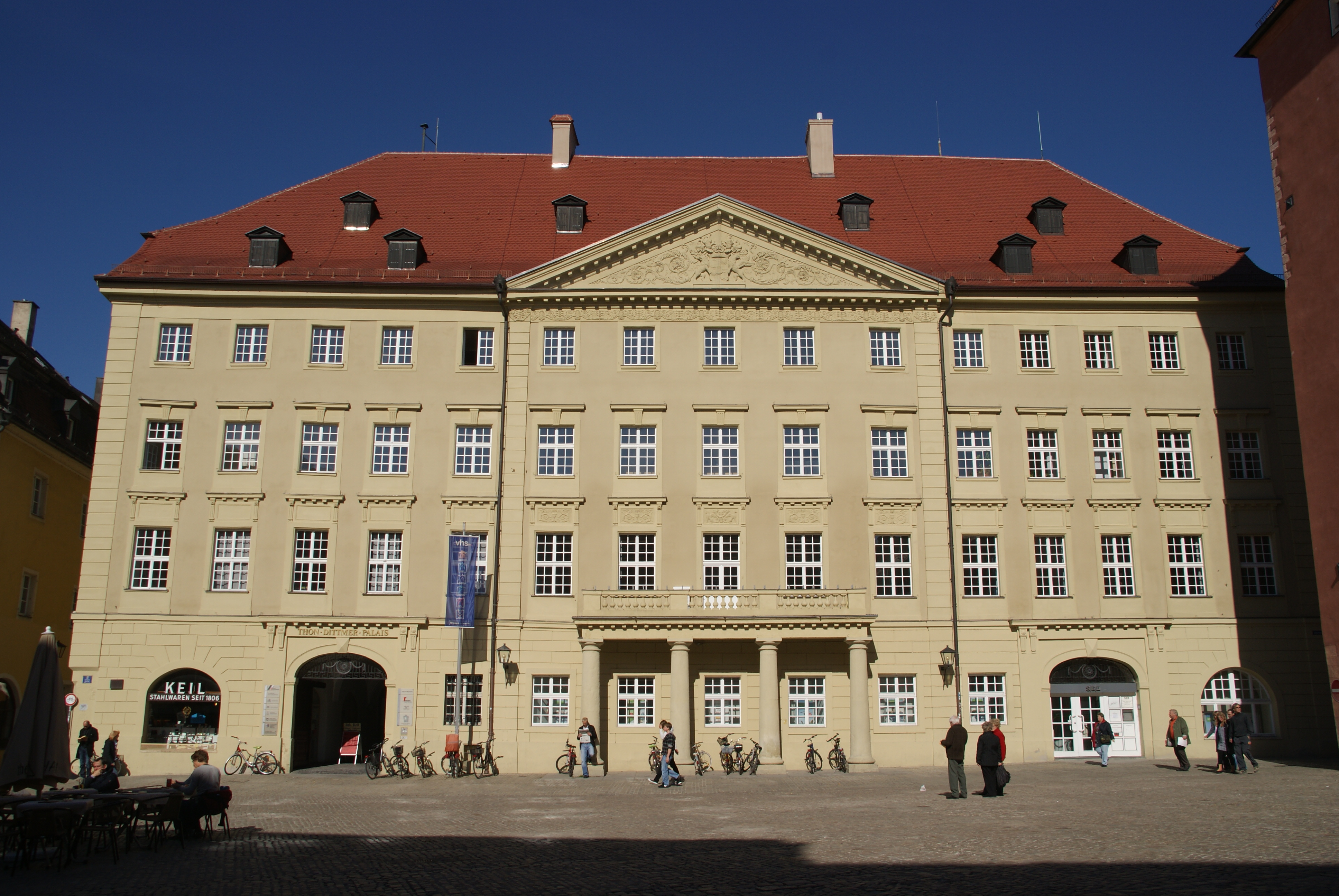
Thon-Dittmer-Palais in Regensburg

Georg Friedrich von Dittmer (* 16. April 1727 in Bublitz; † 16. September 1811 in Regensburg) war ein deutscher Kaufmann, Bankier und erster Bauherr des Thon-Dittmer-Palais am Haidplatz in Regensburg.

## Geschäftsleben
Georg Friedrich von Dittmer war der Sohn des Handelsherrn Adolf Christian Dittmer und seiner Gattin Margareta Regine geb. Lübken. Die Eltern lebten zunächst in Bublitz, dann in Cammin. Dittmer absolvierte zunächst eine kaufmännische Lehre in Stettin und arbeitete dann in Berlin und Bayreuth. 1750 ging er nach Regensburg, wo ihn 1752 der Regensburger Kaufmann und Weinhändler Johann Eberhardt einstellte, der auch mit Salz aus Hallein und mit Bergwerkserzeugnissen aus Österreich handelte. 1758 erwarb Dittmer das Bürgerrecht in Regensburg und heiratete noch im gleichen Jahr die Tochter seines Firmenchefs Beata Barbara. 1760 wurde Dittmer Geschäftsteilhaber seines Schwiegervaters. Als Kaufmann und Handelsherr war er zunächst im Handel mit Salz aus Hallein, das nach Ansbach, Bayreuth, Bamberg, Würzburg und bis nach Württemberg verkauft wurde, sehr erfolgreich. Als Rückfracht transportierte er Wein, der dann in München und Regensburg verkauft werden Konnte. Als zweiten Handelszweig baute Dittmer den Handel seines Schwiegervaters mit Kupfer, Quecksilber und Zinnober aus Ungarn und dem Banat so stark aus, dass sein Unternehmen auch in Frankreich, Holland, der Schweiz und sogar in Westindien und in Amerika Fuß fassen konnte. Seine Firma handelte auch mit Fertigprodukten und verkaufte z. B. Sensen nach Russland, wobei als Rückfracht das im deutschen Reich stark nachgefragte Juchtenleder importiert wurde. Dittmers Drang nach Erschließung von neuen Märkten kannte keine Grenzen und seine Firma machte bald Millionenumsätze.
1767 ernannte man Dittmer zum kurbayerischen Hofkammerrat und zwei Jahre später zum Hofbankier, so dass  seine Firma in der Folgezeit auch im Geldverleih tätig werden konnte. So ersuchten Österreich und Bayern 1793 / 1794 im Vorfeld des Ersten Koalitionskrieges europäischer Mächte gegen Frankreich Dittmers Firma um Kredite von 2,5 Millionen Gulden. Gewährt wurde die Hälfte der Summe, wobei 400.000 Gulden aus dem Privatvermögen Dittmers stammten, der die Wittelsbacher Dynastie  zusätzlich noch mit 80.000 Gulden bedachte.

## Privatleben und Nachkommen
1781 wurde Dittmer von Kaiser Joseph II. in den österreichischen Adelsstand erhoben, nannte sich Friedrich Edler von Dittmer und beantragte, dass diese Erhebung unentgeltlich in Bayern bekannt gemacht werde. Der bayerische Kurfürst erließ ihm die übliche Taxe von 100 Gulden. Mit Aufnahmeurkunde vom 24. Nov. 1781 wurde Dittmer in Wien als Mitglied in die Freimaurer-Loge Zur gekrönten Hofnung aufgenommen und gehörte dann seit Dezember 1782 auch der Regensburger Loge Die Wachsende zu den 3 Schüsseln als Ehrenmitglied an.
Noch im Dezember des Jahres 1781 erwarb Dittmer an der Nordseite des Haidplatzes, östlich der Patrizierburg Goldenes Kreuz, am Eck zur Weingasse ein altes Patrizierhaus, das damals im Besitz der Familie Erlbeck war und dessen Hausturm 1742 eingestürzt war. Dittmer ließ das mittelalterliche Gebäude seinen Bedürfnissen entsprechend im frühklassizistischen Stil repräsentativ  umbauen. Dementsprechend selbstbewusst trat Dittmer nun auch auf, ließ seinen vierspännigen Kutschen einen Fackelträger vorausreiten, veranstaltete fürstliche Dinners und rauschende Feste mit Gondelfahrten in seinem 1795/7 erbauten Gartenpalais, das seit 1903 den Namen Villa Lauser trägt. Er wollte zeigen, dass er es als Großkaufmann zu etwas gebracht und als Bürgerlicher in der Welt der Adligen und der hohen Militärpersonen, die in seinem Palais gerne übernachteten, Anerkennung gefunden hatte.
1788 starb seine Frau Beata Barbara, mit der er seit 1758 verheiratet war und zehn Kinder hatte, von denen aber nur zwei Söhne und zwei Töchter ein höheres Alter erreichten. Die zwei Söhne Heinrich Adolph und Johann Georg Friedrich starben schon 1795. Die ältere Tochter Sybilla Elisabeth (* 1762, † 1798) heiratete 1789 den Vetter ihres Vaters, den ebenfalls aus Pommern stammenden Bankier Friedrich Manthey († März 1831).
Die jüngere Tochter Friederike Amalie (* 1772, † 1806)  heiratete 1795 den Kaufmann Carl Christian Thon († Aug. 1831). Aus dieser Ehe stammt das bekannteste Mitglied der Familie Thon-Dittmer, der spätere Bürgermeister Gottlieb von Thon-Dittmer (* 1802, † 1853). Seine ältere Schwester Juliane (* 1799, † 1871), genannt Julie, führte nach dem Tod der Mutter den Haushalt, heiratete den Studienfreund ihrer Brüder, den Juristen und Burschenschafter Adolf von Zerzog und erbte 1831 nach dem Tod ihres Vaters Carl Christian Thon das Gut Etterzhausen, das ihr Großvater Georg Friedrich von Dittmer 1799 erworben und ihrem Vater vererbt hatte.
Zusammen mit seinen beiden Schwiegersöhnen wurde Georg Friedrich von Dittmer 1800 in den Reichsfreiherrenstand erhoben. 1801 machte er sein Testament, in dem er auch seine Nichten in Kammin bedachte. Der Regensburger Familie hinterließ er außer Geld seine Immobilien, darunter auch sechs Lagerhäuser in der Stadt. 1803 schied Georg Friedrich von Dittmer aus der von ihm gegründeten Handelsfirma zu Gunsten seiner Schwiegersöhne aus, um in Regensburg als Privatmann in seinem Gartenpalais zu leben.
Obwohl die Salzhandelsgeschäfte mit Bayern und der Handel mit Österreichischen Bergwerkserzeugnissen durch Kündigung der Verträge nach 1798  fast zusammengebrochen waren, begannen 1808 noch zu Lebzeiten von Georg Friedrich von Dittmer die bauliche Erweiterung des bereits seit 1785 bestehenden Stadtpalais. Das östlich benachbarte, mittelalterliche Patrizierhaus, das sog.Alkofersche Haus am Eck zur Baumhackergasse wurde 1808 aufgekauft und teilweise abgerissen, um den Restbau an das bereits bestehende Wohnhaus angliedern zu können. Unter Leitung des Baumeisters Emanuel d’Herigoyen wurden beide Häuser hinter einer klassizistischen Fassade so zusammengefasst, dass damit das Gebäude des heutigen Thon-Dittmer-Palais entstand.
Im September 1811 starb Georg Friedrich von Dittmer im 85. Lebensjahr, noch geistig rege, an einer Lungenentzündung. Begraben wurde er auf dem Lazarusfriedhof im Stadtpark, der bis zum Beginn des 19. Jahrhunderts bestand. Nach dem Ausscheiden von Schwiegersohn Mantey-Dittmer aus der gemeinsamen Firma im Jahr 1818 trug das Palais nur noch den Namen des anderen Schwiegersohnes Thon-Dittmer-Palais.